# NGC 3794
NGC 3794 هي مجرة تتبع كوكبة الدب الأكبر. اكتشفها ويليام هيرشل في 1789.

## روابط خارجية
- NGC 3794 على موقع ويكي سكاي: DSS2, SDSS, GALEX, IRAS, Hydrogen α, X-Ray, Astrophoto, Sky Map, Articles and images